# Stolac
Stolac (serbisch-kyrillisch Столац) ist eine Kleinstadt nahe Mostar in der Herzegowina, dem südlichen Teil Bosnien und Herzegowinas. Stolac liegt im fruchtbaren Tal der Bregava in der ansonst kargen und verkarsteten Herzegowina. Die Gemeinde Stolac hat knapp 15.000 Einwohner.

## Bevölkerung

### Volkszählung 1991
- Einwohner (ohne Berkovići): 15.171
- Kroaten: 5.542 (36,53 %)
- Bosniaken: 7.386 (48,68 %)
- Serben: 1.806 (11,09 %)
- Andere: 437 (2,78 %)

### Volkszählung 2013
- Einwohner: 14.502
- Kroaten: 8.486 (58,52 %)
- Bosniaken: 5.544 (38,23 %)
- Serben: 279 (1,92 %)
- Andere: 193 (1,33 %)

Vor dem Krieg waren Bosniaken in der Mehrheit, doch da die Gemeinde seit Mitte 1993 unter permanenter Kontrolle des kroatischen Verteidigungsrates (HVO) war, wurden die Serben und Bosniaken vertrieben. Nach dem Krieg kehrten einige Bosniaken wieder zurück, jedoch sind heute noch die Kroaten in der Bevölkerungsmehrheit.

## Geschichte

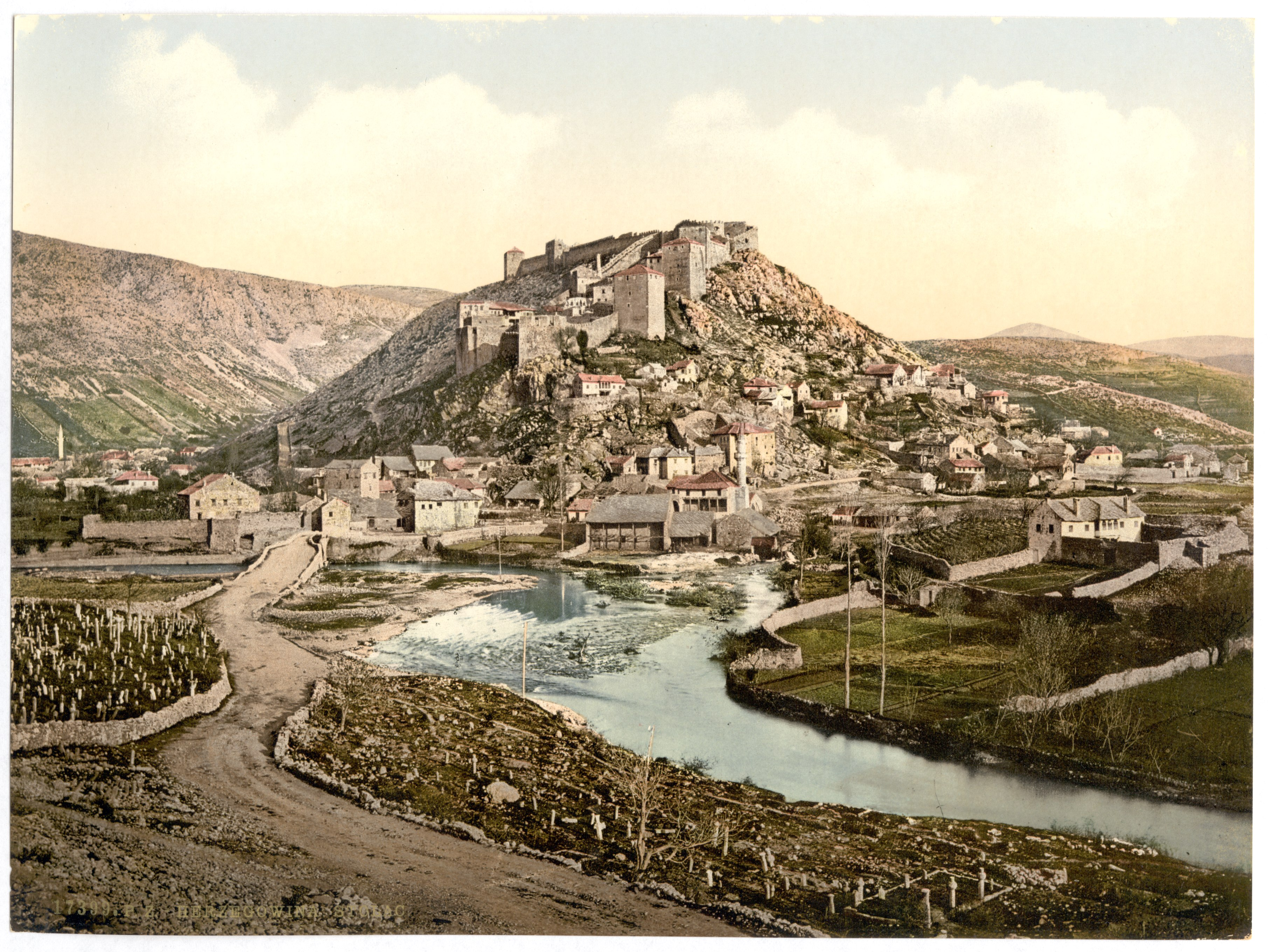
Stolac Ende des 19. Jahrhunderts

Stolac besteht seit dem Mittelalter und war immer ein lebhaftes Handelszentrum. Die Stadt gehörte bis 1918 zu Österreich-Ungarn und war Garnison des IV. Bataillons des k.u.k. Infanterie-Regiments „Friedrich, Großherzog von Baden“ Nr. 50.
Während des Bosnienkrieges wurde die Stadt im April 1992 von der Jugoslawischen Volksarmee (JNA) erobert, Kroaten wurden aus der Stadt vertrieben, Dörfer wie Stjepan Krst (heute Šćepan Krst) lagen komplett in Trümmern. Nach der Operation Lipanjske Zore bzw. Operation Čagalj im Juni 1992 wurden große Teile der Herzegowina, darunter auch Stolac, von den Kroaten erobert. Der überwiegend von Serben bewohnte Ostteil der Großgemeinde blieb bis zum Ende des Krieges in serbischer Hand und gehört heute als Gemeinde Berkovići zur Republika Srpska.
Vor allem 1993 kam es zu heftigen Kämpfen zwischen Bosniaken und Kroaten, nachdem letztere ihre international nie anerkannte Republik Herceg-Bosna ausgerufen hatten. Nach der Eroberung der Stadt durch die Hrvatsko vijeće obrane (HVO) kam es zu Plünderungen durch deren Soldaten. Während der Plünderungen wurde der Stadtkern verwüstet und alle Moscheen zerstört, darunter auch die so genannte Kaisermoschee, eine der ältesten Moscheen in Bosnien und Herzegowina. Die Befehlshaber inhaftierten männliche Bosniaken und Serben in Gefangenenlagern, unter anderem im Lager Dretelj, während Frauen und Kinder ausgewiesen wurden. Auch die serbisch-orthodoxe Kirche wurde zerstört.
Am 26. Februar 2004 kam der mazedonische Präsident Boris Trajkovski in der Nähe des Ortes Huskovići etwa zehn Kilometer nördlich von Stolac bei einem Flugzeugabsturz ums Leben.

## Persönlichkeiten
- Dschezzar Pascha (1708/20–1804), osmanischer Provinzgouverneur und Befehlshaber
- Ali-paša Rizvanbegović (um 1783–1851), osmanischer Kapetan von Stolac und Wesir des Paschalik Herzegowina
- Mak Dizdar (1917–1971), jugoslawischer Dichter
- Zdravko Šotra (* 1933), Regisseur
- Asaf Durakovic (1940–2020), Doktor der Medizin und Colonel der US-Armee
- Slavko Goluža (* 1971), kroatischer Handballspieler
- Martin Raguž  (* 1958), ehemaliger Vorsitzender der HDZ1990

## Einzelnachweise

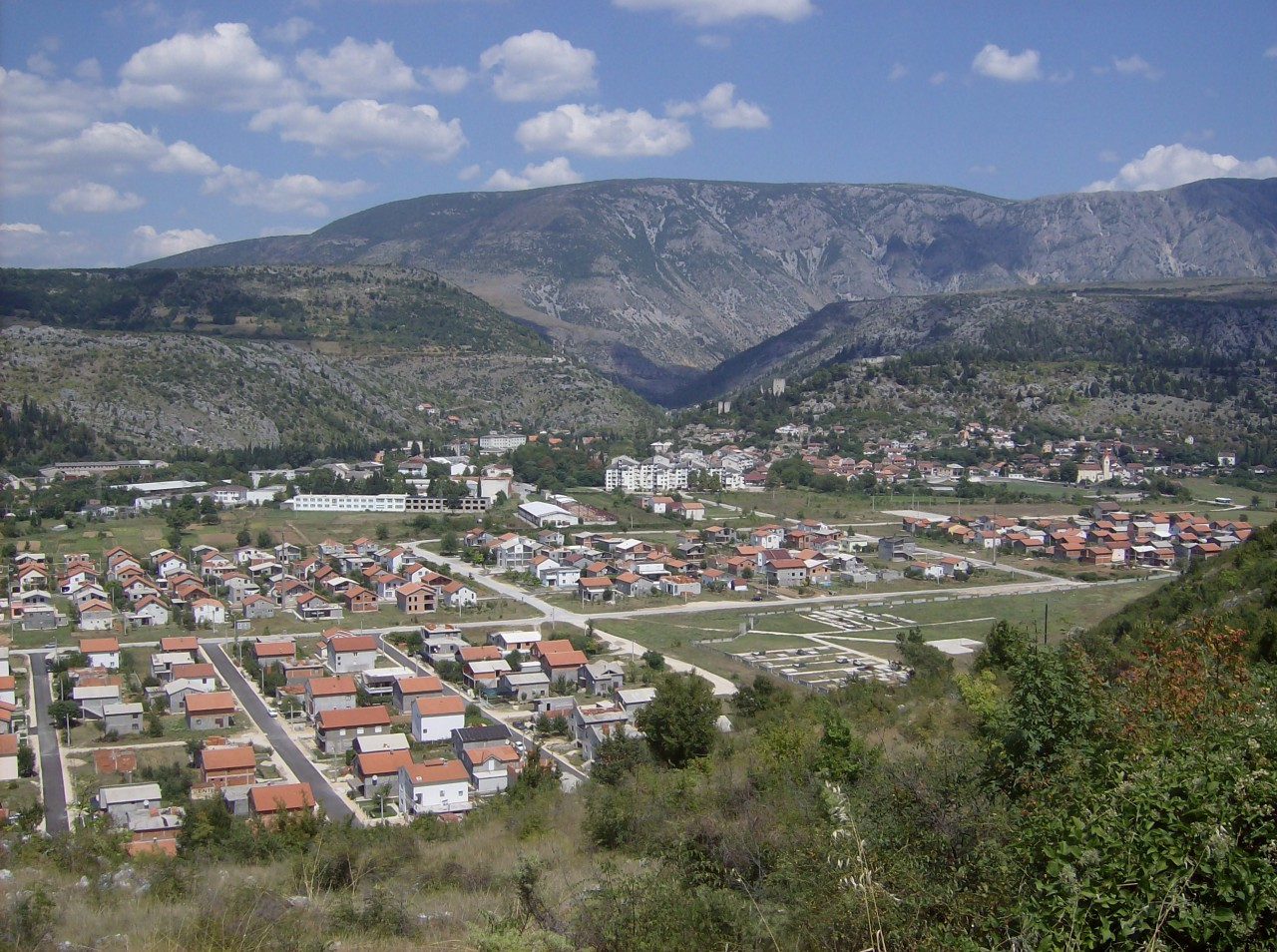
Stadtpanorama